# Pilatus PC-24
Die Pilatus PC-24 ist ein zweistrahliger Flugzeugtyp des schweizerischen Herstellers Pilatus Aircraft und wird unter anderem als Geschäftsreiseflugzeug eingesetzt. Es ist das erste Strahlflugzeug der Firma Pilatus, verfügt aber über die gleichen Einsatzmöglichkeiten wie die PC-12 mit Turbopropantrieb und ist zugelassen für den Betrieb ab Naturpisten.

## Geschichte
Die Entwicklung der PC-24 begann 2008, das Konzept wurde im Mai 2013 auf der European Business Aviation Convention & Exhibition (EBACE) in Genf der Öffentlichkeit vorgestellt. Das Rollout des Prototyps mit dem Luftfahrzeugkennzeichen  HB-VXA fand am Nationalfeiertag der Schweiz, dem 1. August 2014, statt, danach wurden die Triebwerke montiert und erstmals am 18. Februar 2015 auf dem Flugplatz Buochs getestet. Am 11. Mai 2015 um 10 Uhr startete das Flugzeug dort zum etwa einstündigen Erstflug. Der zweite Prototyp HB-VXB hatte seinen Erstflug am 16. November 2015.
Binnen zweier Tage war 2014 die erste angebotene Serie von 84 Flugzeugen verbindlich verkauft. Erst ab Mai 2019 konnten wieder Flugzeuge bestellt werden. Mit diesem Vorgehen wollte Pilatus sicherstellen, dass die Firma alles Versprochene liefern könne.
Ein Teil des Testprogramms fand mit dem ersten Prototyp in Granada und mit dem zweiten Prototyp in Arizona statt, um unabhängiger von Wettereinflüssen zu sein. Die Ausbildung der Piloten und Techniker erfolgte durch einen Auftragnehmer in den Vereinigten Staaten. Der Erstflug des dritten und letzten Prototyps «P03» HB-VSA fand am 6. März 2017 statt. Nachdem die Testflüge mit Prototypen erfolgreich verlaufen waren, beschloss Pilatus, 200 Millionen Franken in die Serienfertigung zu investieren. Die Standorte Stans und Broomfield, Colorado, wurden ausgebaut. 2017 wurde wiederum an der EBACE in Genf die Serienproduktion bekannt gegeben.
Am 7. Dezember 2017 erhielt der PC-24 das Typenzertifikat der Europäischen Agentur für Flugsicherheit (EASA) und der US-amerikanischen Federal Aviation Administration (FAA). Am 11. Dezember 2017 erfolgte der Erstflug der ersten Serienmaschine, der zukünftigen N124AF unter der Pilatus-Werksregistration HB-VSB. Der Überführungsflug von Buochs in die USA zum Erstkunden PlaneSense erfolgte am 30. Januar 2018. Insgesamt waren für die Entwicklung des Flugzeuges weit über 500 Millionen Franken ausgegeben und damit der budgetierte Aufwand deutlich überschritten worden. Für die Ausbildung kooperiert Pilatus mit der Firma FlightSafety, die in Dallas, Texas, einen Flugsimulator betreibt, in Europa installierte FlightSafety einen Flugsimulator (Level D) in Paris.
Am 26. November 2018 konnte die erste Maschine an den Royal Flying Doctor Service of Australia übergeben werden. Insgesamt wurden im Jahr 2018 23 Flugzeuge produziert und 18 davon ausgeliefert. Der erste militärische Nutzer der Pilatus PC-24 war ab dem 18. Februar 2019 der Lufttransportdienst des Bundes der Schweizer Luftwaffe, der mit dem Flugzeug vom Flughafen Bern-Belp aus Flüge für die Schweizer Regierung durchführte. Mangels Nutzung wurde dieses Exemplar 2022 ausser Dienst gestellt und an die JoyVida International AG verkauft.
Seit Anfang 2020 ist das Flugzeug auch für Gras- und Schneelandungen zugelassen, nachdem die entsprechenden Zertifizierungen für trockene Sand- und Schotterpisten schon 2018 erreicht worden waren.
Am 18. Dezember 2020 wurde die 100. PC-24 an den Kunden Jetfly ausgeliefert, im Jahr 2022 lieferte Pilatus 40 Flugzeuge in einem Jahr aus. 2023 wurde das 200ste Flugzeug geliefert und im ganzen Jahr 47 Stück. Im Jahr 2024 wurden weitere 51 Flugzeuge ausgeliefert.

## Einsatz
Die Maschine kann sowohl als Geschäftsreiseflugzeug als auch für Rettungsflüge oder Frachttransport eingesetzt werden. Starts und Landungen sind auch von unbefestigten Pisten möglich. Aufgrund ihres variablen Kabinenkonzeptes wurde von Pilatus der Begriff des „Super Versatile Jets“ für die PC-24 eingeführt, die für den Personentransport mit einem Piloten bis zu 11 Passagiere ermöglicht.

## Bestellungen
Pilatus entschied sich zu Beginn, nur die Produktion von 2017 bis 2019, geplant 84 Flugzeuge, zu verkaufen und schloss, nachdem für alle Maschinen im Juli 2014 ein Käufer gefunden war, zunächst das Orderbuch. Ab dem 9. Mai 2019 konnten wieder PC-24 bestellt werden. Der Preis wurde ohne Ermässigungen mit etwa 9 Mio. US-Dollar angegeben. Der Preis wurde nach der ersten Serie um etwa 20 Prozent erhöht. Die tatsächlich fertig produzierte Anzahl an Flugzeugen lag Anfang Dezember 2019 bei 68 Flugzeugen und im Dezember 2020 wurde die hundertste Maschine ausgeliefert.
| Kunde                                    | Anzahl | Bemerkungen                                           |
| ---------------------------------------- | ------ | ----------------------------------------------------- |
| Falcon Aviation Services                 | 2      | Betreiber eines Service-Zentrums für PC-12            |
| Jetfly Aviation                          | 10     |                                                       |
| PlaneSense                               | 11     |                                                       |
| PLATOON Aviation                         | 8      |                                                       |
| Royal Flying Doctor Service of Australia | 5      | 3 bei Western Operations und 2 bei Central Operations |
| Svenskt Ambulansflyg                     | 6      | inzwischen alle ausgeliefert                          |
| U-Haul International                     | 2      |                                                       |
| Jet Aviation Business Jets               | 1      |                                                       |
| Schweizer Luftwaffe                      | 0 (1)  | auf zivilen Standard umgebaut und verkauft            |
| Privatkunden                             | 75     |                                                       |

## Galerie

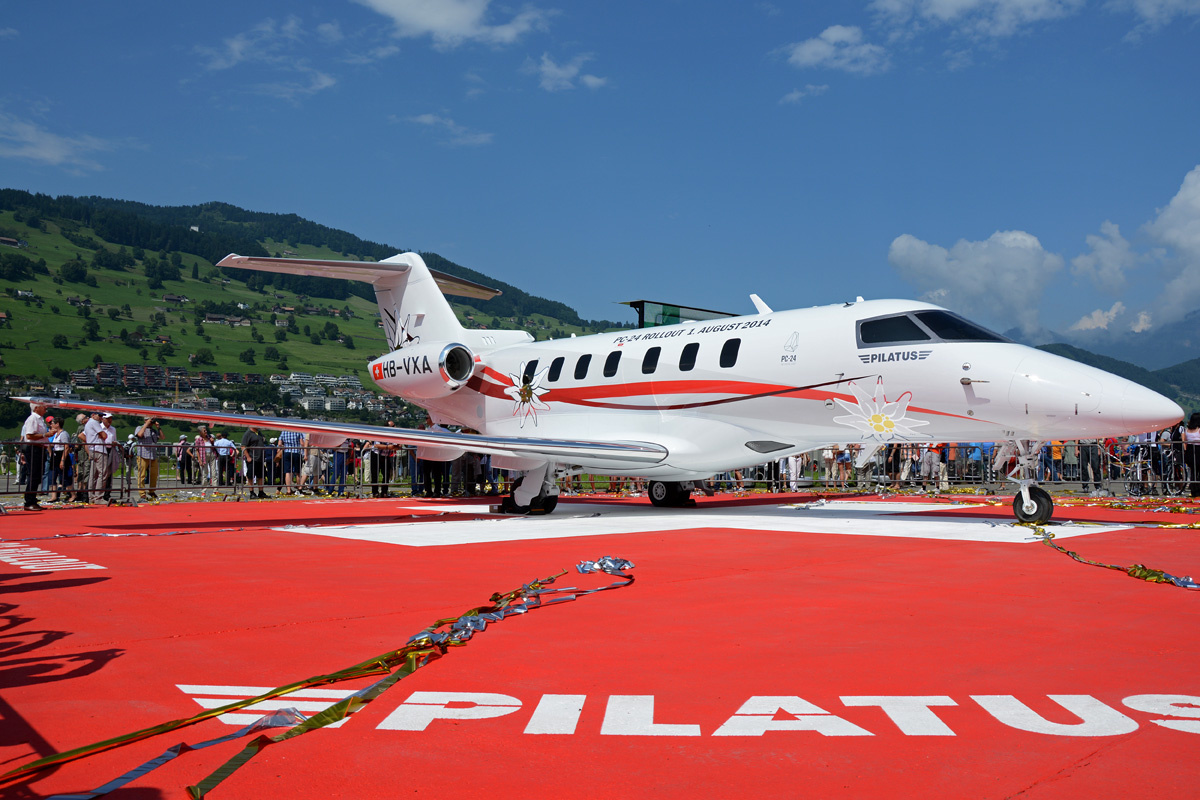
PC-24 beim Roll Out in Stans 2014
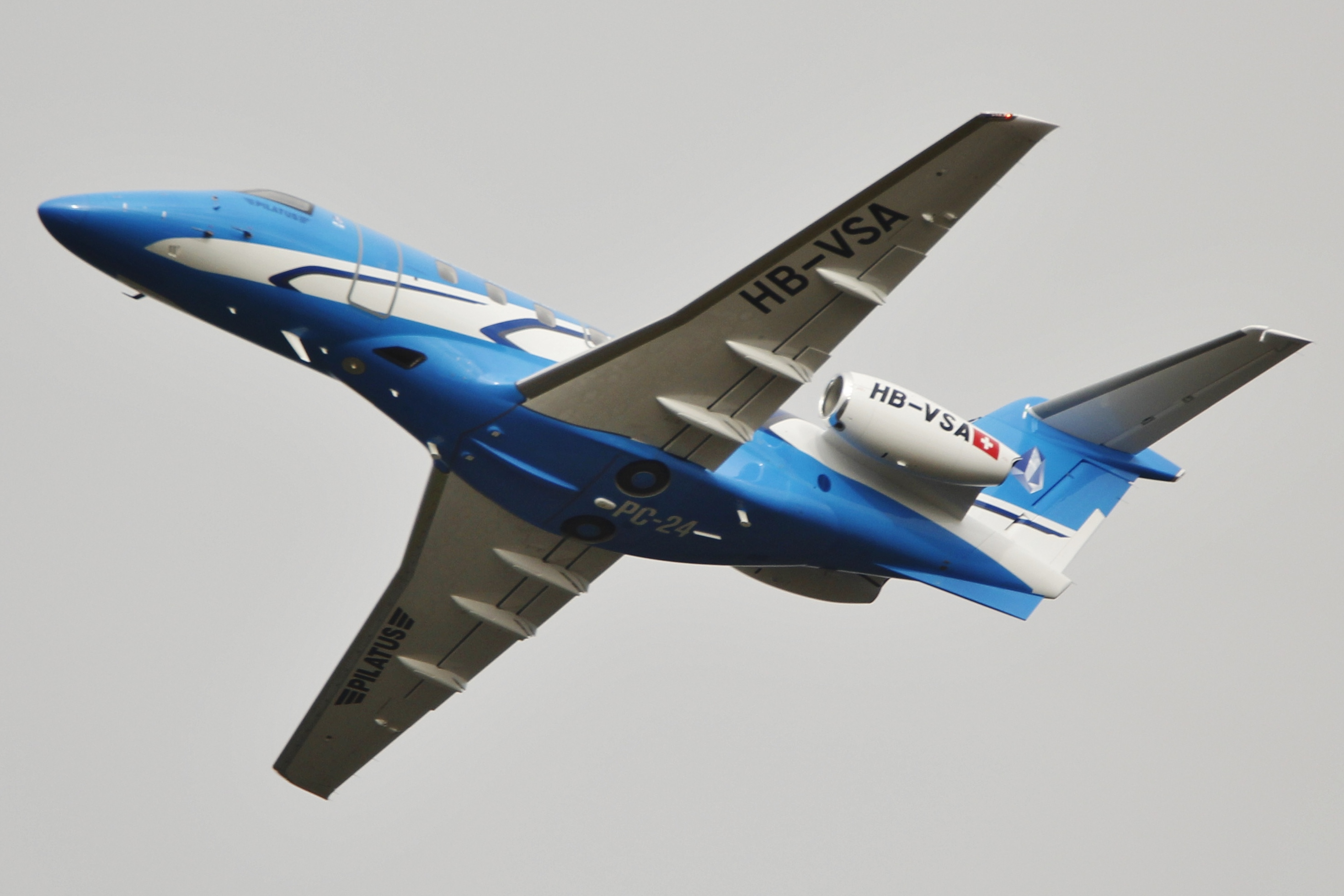
Unterseite der PC-24 mit Blick auf die Tragflächengeometrie
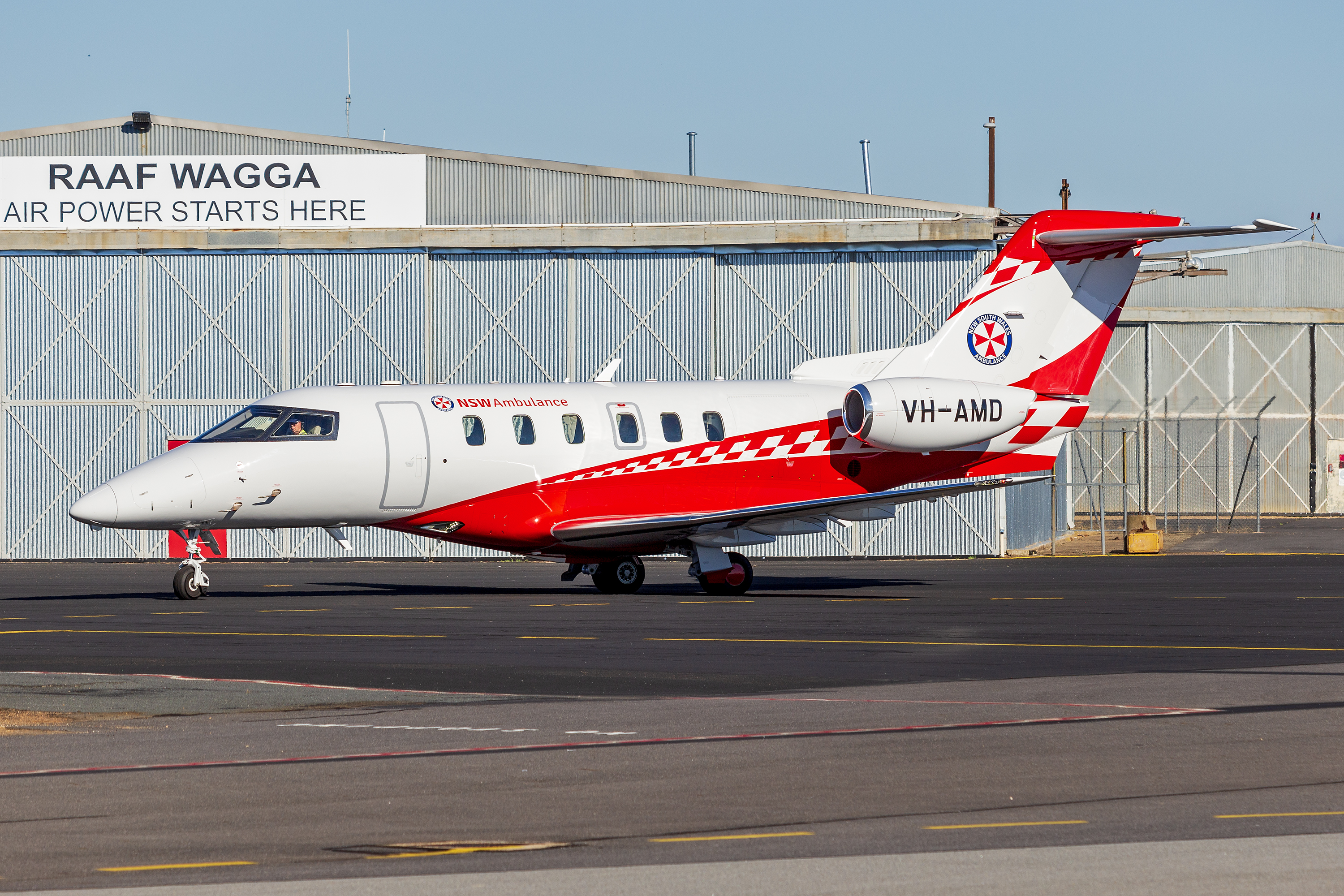
PC-24 in Australien
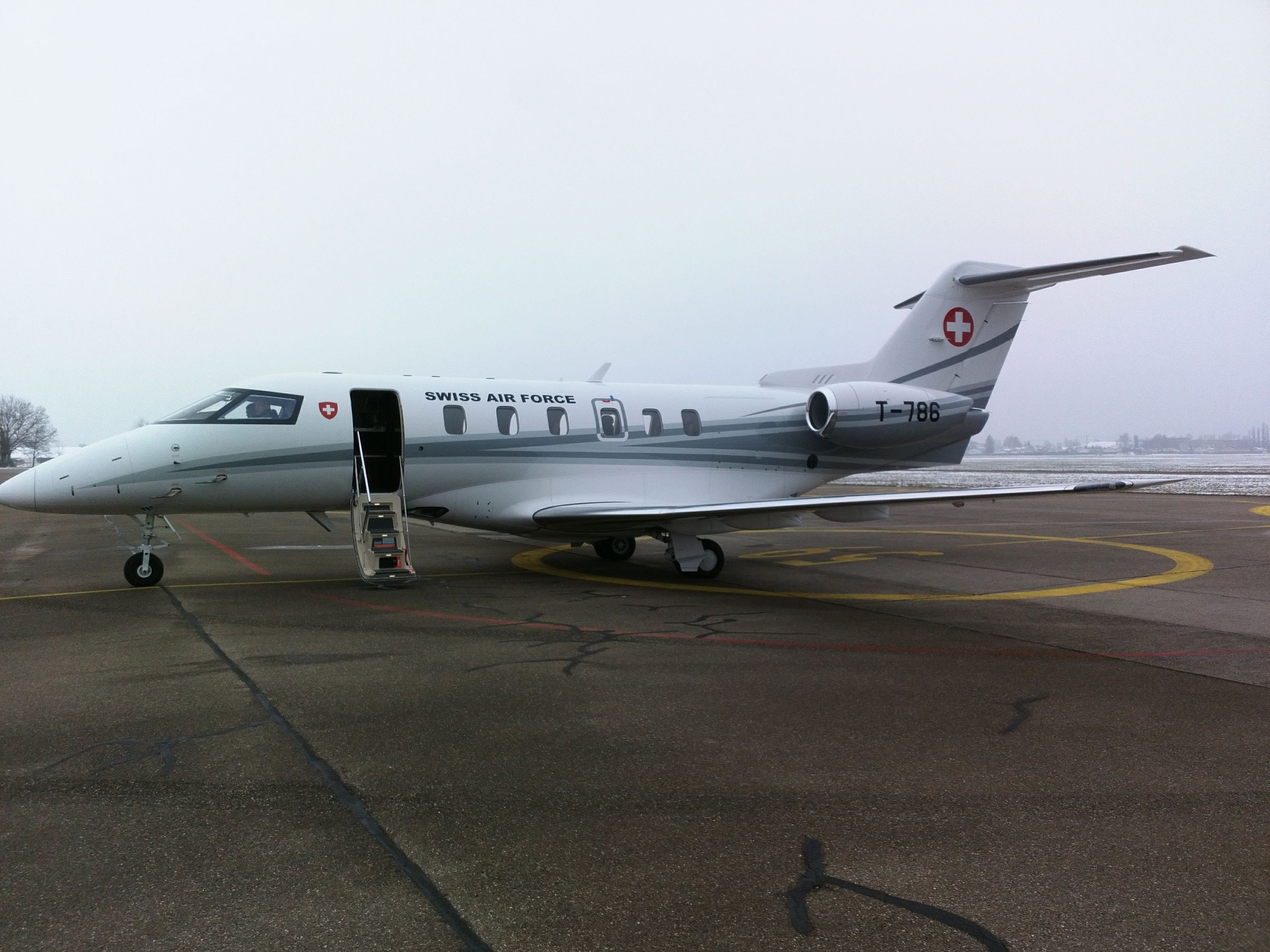
Staatsluftfahrzeug PC-24 T-786 der Schweizer Luftwaffe

## Militärische Nutzer

### Ehemalige Nutzer
- Schweiz: 1 × Schweizer Luftwaffe (T-786)

## Technische Daten und Ausstattung

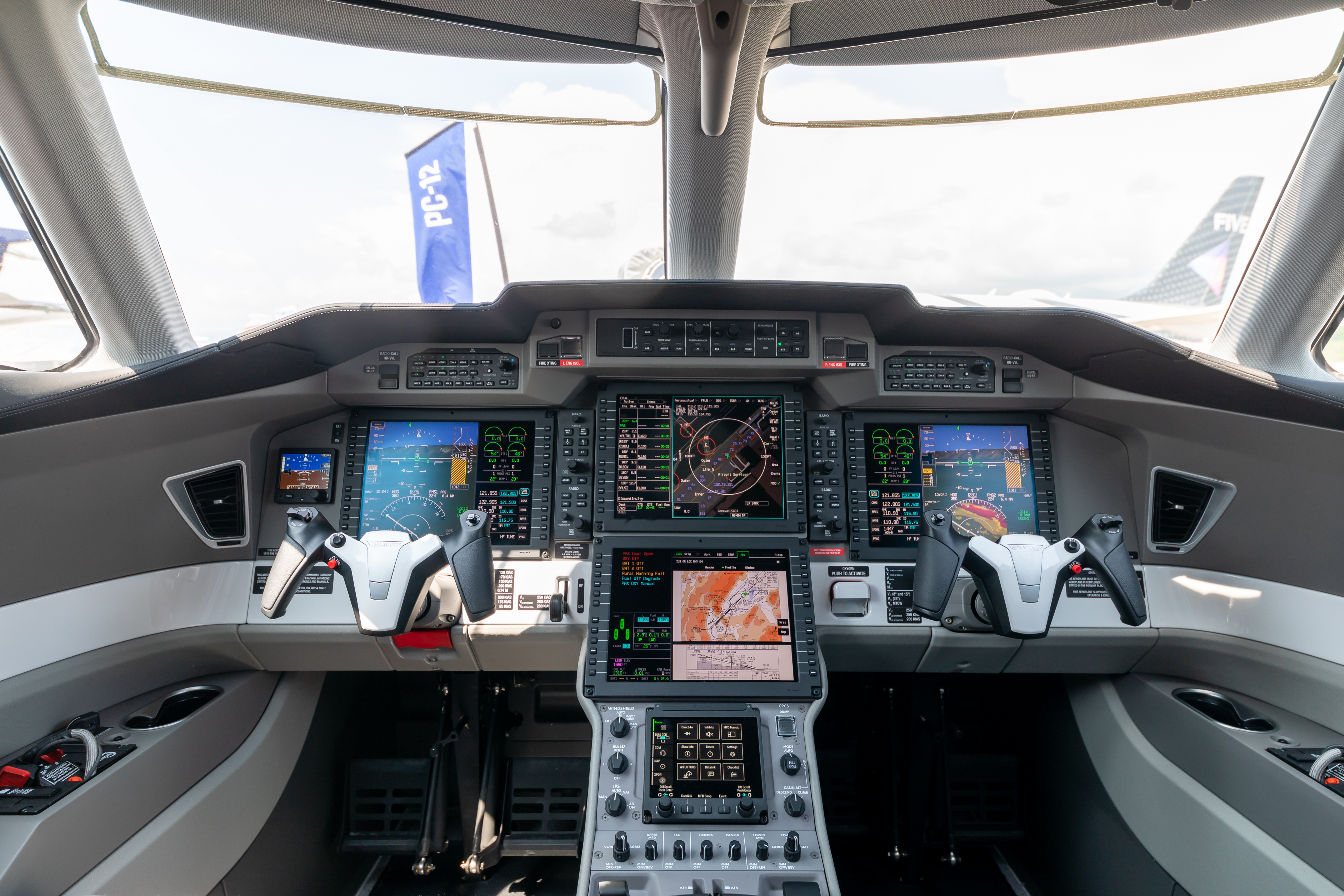
Das Cockpit weist Kommunalität zur PC-12 auf

Die PC-24 gehört zu den kleinen Businessjets und ist für den gewerblichen Flugbetrieb mit nur einem Piloten ausgelegt, was unter anderem eine Forderung des Royal Flying Doctor Service of Australia war. Deshalb verfügt die Maschine über eine automatische Schubsteuerung («Autothrottle»). Dieses System ermöglicht die Konfiguration von Flugleistungsparametern für die unterschiedlichen Phasen eines Fluges bereits am Boden, um die Arbeitsbelastung des Piloten im Single-Pilot-Betrieb zu reduzieren und ist bei Flugzeugen dieser oder kleinerer Grössen eine Ausnahme. In kleineren Geschäftsreiseflugzeugen findet sich das System etwa in der einmotorigen Turboprop TBM-940 des französischen Herstellers Daher. Als Avionik wird in der PC-24 standardmässig das Apex-Paket des US-amerikanischen Herstellers Honeywell mit vier Bildschirmen verbaut, zur Serie gehört zudem ein Synthetic Vision System. Für die Landefähigkeit auf unbefestigten Pisten ist sie mit einem geschleppten Fahrwerk ausgerüstet. Eine grosse Frachttür ist standardmässig eingebaut und erlaubt das Verladen von Paletten mit einem Gabelstapler. Die Kabine bietet Platz für 8 bis 10 Passagiere.
| Länge                | 16,82 m                              |
| Spannweite           | 17 m                                 |
| Kabinenlänge         | 7,01 m                               |
| Kabinenbreite        | 1,69 m                               |
| Kabinenhöhe          | 1,55 m                               |
| Kabinenvolumen       | 14,2 m³                              |
| Grösse der Frachttür | 1,30 m × 1,25 m                      |
| Antrieb              | 2 × Williams International FJ44-4A   |
| max. Flughöhe        | 13.716 m / 45.000 ft                 |
| Reisegeschwindigkeit | 440 kt bzw. 815 km/h TAS             |
| Reichweite           | 3400 km (6 PAX) bzw. 3769 km (4 PAX) |

## Trivia
Beim Rollout wurde das Flugzeug von 24 Train-Pferden der Schweizer Armee gezogen.